# Toonverwijt
Toonverwijt (ook vormkritiek, toonpolitiek of tone policing) is een ad hominem (persoonlijke aanval) en anti-debattactiek gebaseerd op het bekritiseren van een persoon voor het uiten van emoties. Een toonverwijt doet afbreuk aan de waarheid of onwaarheid van een verklaring door de toon waarop het werd gepresenteerd aan te vallen in plaats van de boodschap zelf. 
De aandacht voor het toonverwijt kwam halverwege de jaren 2010 in sociale activistische kringen in de VS. Het werd op grote schaal verspreid in een strip uit 2015, uitgegeven door de website Everyday Feminism. Veel activisten gaven aan dat er geregeld verwijten gemaakt werden over de toon richting feministen en hen die tegen racisme strijden, waarbij kritiek geuit werd op de manier waarop ze hun argumenten presenteerden in plaats van hoe ze omgingen met de argumenten.
Een toonverwijt is door een schrijver beschreven als "wanneer iemand (meestal een bevoorrecht persoon) in een gesprek of situatie over onderdrukking de focus van het gesprek verschuift van de onderdrukking die wordt besproken naar de manier waarop deze wordt besproken. Een toonverwijt geeft prioriteit aan het comfort van de bevoorrechte persoon in de situatie boven de onderdrukking van de benadeelde." 

## Voorbeelden
Toonverwijten zijn vaak gericht naar vrouwen en kunnen voortkomen uit het stereotype dat vrouwen emotioneler zijn dan mannen en in het bijzonder het stereotype van 'boze' zwarte vrouwen. In het boek Harassment, Abuse, and Violence Online van Bailey Poland gaat ze in op het feit dat toonverwijten vaak gericht zijn naar vrouwen dat ermee geprobeerd wordt om mensen die mogelijk lager op de "privilegeladder" staan te laten ontsporen of te doen zwijgen. Ze typeert het toonverwijt als een vorm van cyberseksisme, omdat het mannen in staat stelt vrouwen te domineren in debatten door als autoriteit op te treden over welke benaderingen acceptabel waren. De mannen, door zich te concentreren op de toon van de vrouw, zorgden dat de uitkomst van het debat niet gebaseerd werd op het argument, maar eerder op het gebruik van ofwel "respectvolle" interactie of agressieve intimidatie door de man.
Women in many conversations online are placed in a no-win situation in which their speech becomes grounds for disagreement and harassment regardless of topic or conversational strategies, and their points are ignored or discarded...While anyone can engage in tone policing, it is frequently aimed at women as a way to prevent a woman from making a point in the discussion.
In How Civility Works van Keith Bybee merkt hij op dat feministen, Black Lives Matter-demonstranten en anti-oorlogsdemonstranten te horen hebben gekregen dat ze moesten "kalmeren en proberen beleefder te zijn". Hij stelt dat het toonverwijt een middel is om de aandacht af te leiden van onrecht en het probleem te verplaatsen naar de stijl van de klacht, in plaats van de klacht zelf aan te pakken. 

## Mogelijk misbruik
Shubhankar Chhokra schreef voor The Harvard Crimson en betoogde dat hoewel het oneerlijk is om feministen of aanhangers van Donald Trump te af te wijzen omdat ze boos zijn, vaak ook een open dialoog op zoek naar de waarheid wordt veroordeeld als toonverwijt. 